# Suits (serial)
Suits este un serial de televiziune cu dramă legală creat și scris de Aaron Korsh. Seria a avut premiera pe 23 iunie 2011 și a fost produsă de Universal Cable. Acțiunea din Suits este plasată la o firmă de drept ficțională din New York. Punctul focal al show-ului îl urmează pe talentatul Mike Ross care a renunțat la facultate (Patrick J. Adams) și care inițial lucrează ca asociatul lui Harvey Specter (Gabriel Macht), deși nu a fost niciodată la o facultate de drept. Serialul se concentrează pe Harvey și Mike care reușesc să închidă cazurile menținând în același timp secretul lui Mike.
Suits a fost nominalizat pentru mai multe premii încă din 2012, cu Gina Torres și Patrick J. Adams care au primit premii individuale pentru rolurile lor ca Jessica Pearson și Mike Ross. Spectacolul a fost nominalizat pentru Cea mai bună dramă în 2014 la TV Guide Awards și drama favorită la 2014 People`s Choice Awards. Torres a fost nominalizată pentru Actrița TV favorită într-un rol secundar la 2012 ALMA Awards și ca Cea mai bună actriță din televiziune la 2013 Imagen Foundation Awards. Adams a fost de asemenea nominalizat pentru performanțe remarcabile de către un actor de sex masculin într-un serial dramatic la 2012 Screen Actors Guild Awards.
Serialul s-a încheiat în data de 25 septembrie 2019, odată cu ultimul episod al sezonului 9 - One Last Con.
REZUMAT:
SEZONUL 1:  Mike Ross, îi ajută pe alții, dând în locul lor testul pentru admiterea la drept. Având nevoie de bani, pentru a plăti azilul pentru bunica lui, acceptă să livreze o geantă plină cu marijuana. Evitând la limită polițiștii, ajunge în camera în care Harvey Specter, cel mai bun închizător din oraș, își caută un asociat. Datorită faptului că Mike cunoaște foarte bine legea, Harvey îl angajează deși Mike nu a absolvit Harvard sau orice altă facultate de drept. Împreună, ei rezolvă cazuri pentru firmă, ascunzând între timp faptul că Mike este un impostor.

## References
1. ↑  „Exclusive: More USA Summer Premieres: "Burn Notice," "Suits" on Thursday, June 23; "Royal Pains," "Necessary Roughness" on Wednesday, June 29”. The Futon Critic. Accesat în 8 aprilie 2011.
2. ↑  Levine, Stuart (19 ianuarie 2011). „USA expands slate with two new series”. Variety. Arhivat din original la 23 ianuarie 2011. Accesat în 12 februarie 2011.